# Instituto Nacional de Derechos Humanos
El Instituto Nacional de Derechos Humanos (INDH) es un organismo nacional de derechos humanos chileno, creado como una corporación autónoma de derecho público por la Ley Nº 20.405. Se encarga de la promoción y protección de los derechos humanos de los habitantes del país establecidos en las normas constitucionales y legales; en los tratados internacionales suscritos y ratificados por Chile y que se encuentran vigentes, así como los emanados de los principios generales del derecho, reconocidos por la comunidad internacional. Se domicilia en la ciudad de Santiago.

## Historia
El proyecto de ley que crea el Instituto Nacional de Derechos Humanos, ingresó al Congreso Nacional el 15 de junio de 2005, bajo el gobierno del presidente Ricardo Lagos Escobar. Fue promulgada el 24 de noviembre de 2009 por la presidenta Michelle Bachelet y publicada en el Diario Oficial el 10 de diciembre de ese mismo año.
El 20 de julio de 2010, se realizó el acto constitutivo del INDH, nombrando a los once miembros fundacionales del Consejo, en donde están representados organismos sociales y académicos dedicados a la promoción y defensa de los derechos humanos: Miguel Amunátegui, Eugenio Díaz, Lorena Fries, Sergio Fuenzalida, Roberto Garretón, Claudio González, Luis Hermosilla, Enrique Núñez, Manuel Núñez, y María Luisa Sepúlveda. Como primera directora del Instituto fue nombrada la abogada Lorena Fries.

## Funciones
De acuerdo a su marco legal constitutivo, el Instituto Nacional de Derechos Humanos debe cumplir con las siguientes funciones:
1. Elaborar un informe anual sobre sus actividades, la situación nacional de derechos humanos y hacer recomendaciones para su debido resguardo y respeto. Dicho informe debe ser presentado al presidente de la República, al Congreso Nacional y al presidente de la Corte Suprema. Adicionalmente lo puede enviar a la Organización de Naciones Unidas, la Organización de Estados Americanos y organismos de defensa de derechos humanos.
2. Comunicar al Gobierno y a distintos órganos del Estado su opinión sobre situaciones relativas a derechos humanos que ocurran en Chile.
3. Proponer a los órganos del Estado medidas para favorecer la promoción y protección de los derechos humanos.
4. Promover que la legislación nacional sobre el tema esté en armonía con los tratados internacionales suscritos por nuestro país, para así darles una aplicación efectiva.
5. Iniciar (en el ámbito de su competencia) acciones legales ante los Tribunales de Justicia, que pueden ser querellas por crímenes tales como genocidio, de lesa humanidad, tortura, desaparición de personas, o trata de personas, así como recursos de protección y de amparo.
6. Custodiar los antecedentes reunidos por la Comisión Nacional de Verdad y Reconciliación ("Comisión Rettig"), la Comisión Nacional sobre Prisión Política y Tortura ("Comisión Valech"), la Corporación Nacional de Reparación y Reconciliación, el Programa de Derechos Humanos y los que reúna la nueva Comisión Valech, formada en 2010 bajo la Ley N° 20.405.
7. Colaborar con el Ministerio de Relaciones Exteriores y demás servicios públicos relacionados en la elaboración de informes sobre el tema que deba presentar ante la ONU o la OEA.
8. Cooperar con la ONU y otras instituciones relacionadas regionales o de otros países, en la promoción y protección de los derechos humanos.
9. Difundir el conocimiento de los derechos humanos, favorecer su enseñanza en todos los niveles educacionales incluida la formación impartida en las Fuerzas Armadas y de Orden y Seguridad Pública, realizar investigaciones, hacer publicaciones, otorgar premios y propender a fomentar una cultura de respeto de los derechos humanos en el país.

## Organización

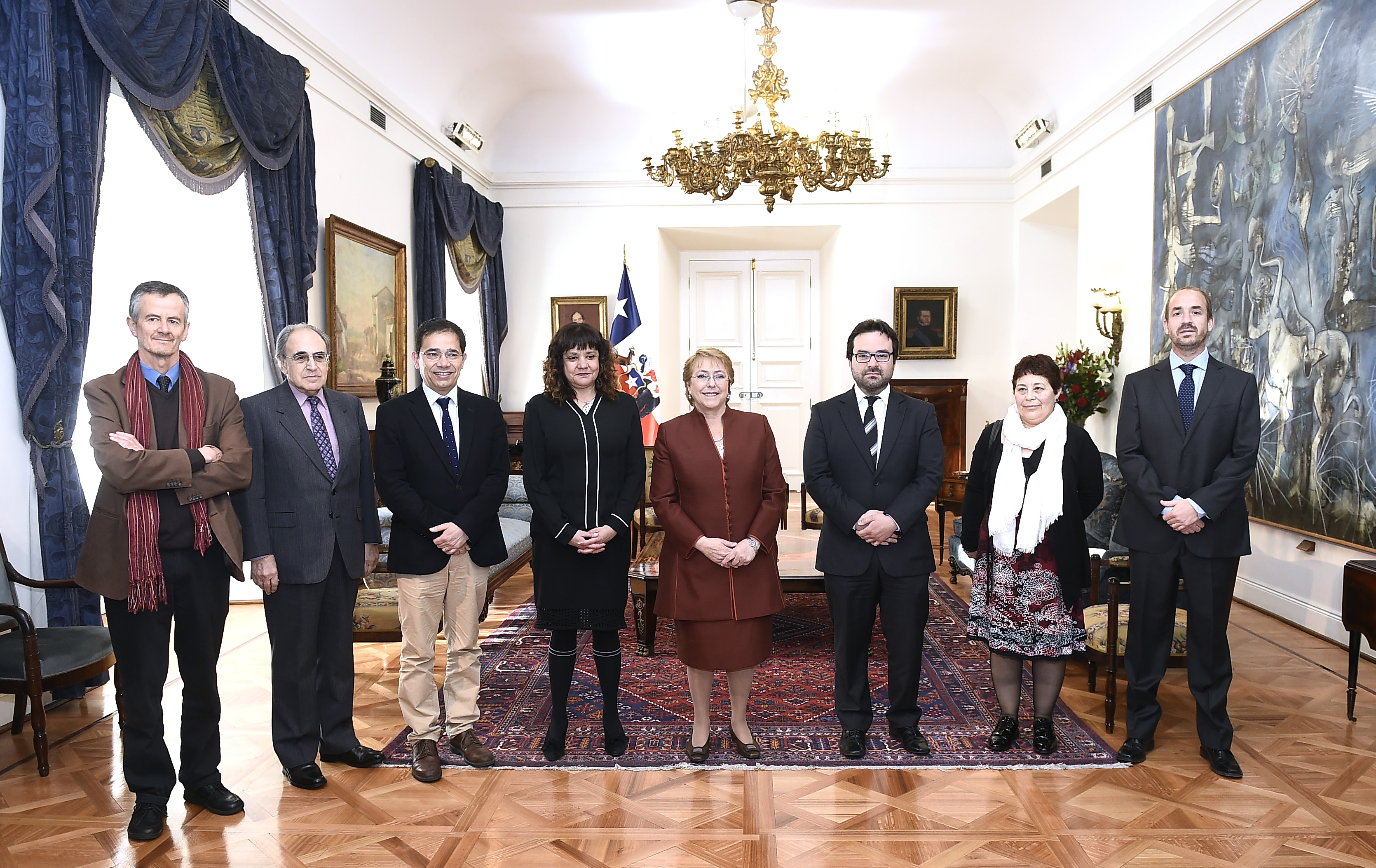
Consejeros del INDH reunidos con la presidenta Michelle Bachelet en 2016.

El INDH es dirigido por un «consejo directivo», formado por once miembros, de los cuales dos son designados por el presidente de la República, dos son elegidos por los 4/7 de los senadores en ejercicio, dos por los 4/7 de los diputados en ejercicio, uno designado por los decanos de las facultades de Derecho de las universidades del Consejo de Rectores y de las universidades autónomas, y cuatro elegidos por instituciones nacionales de defensa y promoción de los derechos humanos que gocen de personalidad jurídica vigente, inscritas en el registro respectivo que lleva el Instituto. Los miembros del consejo elegirán de entre ellos, y por mayoría absoluta, un Director, que será también el director administrativo del Instituto.
Además, cuenta con un «Consejo Consultivo Nacional» que presta asesoría al Consejo del Instituto, integrado por representantes de organismos sociales y académicos dedicados a la promoción y protección de los derechos humanos, así como por las personas que hayan obtenido el Premio Nacional de los Derechos Humanos.

### Consejo directivo actual
El Consejo del INDH está actualmente compuesto por:
- Yerko Ljubetic Godoy (Director)
- Juan Carlos Cayo Rivera
- Antonia Urrejola Noguera
- Beatriz Corbo Atria
- Patricio Rojas Mesina
- Cristián Pertuzé Fariña
- Paula Salvo del Canto
- Constanza Valdés Contreras
- Osvaldo Torres Gutiérrez
- Alejandrina Tobar Vásquez
- Ignacio Covarrubias Cuevas

## Directores
| N°. | Titular                  | Titular                      | Partido | Inicio              | Fin                     |
| --- | ------------------------ | ---------------------------- | ------- | ------------------- | ----------------------- |
| 1   |                          | Lorena Fries Monleón         | PS      | 22 de julio de 2010 | 22 de julio de 2016     |
| 2   |                          | Branislav Marelic Rokov      | PS      | 1 de agosto de 2016 | 15 de enero de 2018     |
| 3   |                          | Consuelo Contreras Largo     | PS      | 15 de enero de 2018 | 19 de julio de 2019     |
| 4   |                          | Sergio Micco Aguayo          | PDC     | 29 de julio de 2019 | 18 de julio de 2022     |
| -   |                          | Consuelo Contreras Largo (s) | PS      | 18 de julio de 2022 | 5 de septiembre de 2022 |
| 5   | Consuelo Contreras Largo | 5 de septiembre de 2022      | PS      | 2 de julio de 2025  |                         |
| 6   |                          | Yerko Ljubetic Godoy         | FA      | 14 de julio de 2025 | En el cargo             |

## Premio Nacional de los Derechos Humanos
El Premio Nacional de los Derechos Humanos de Chile, es un premio otorgado por el Instituto Nacional de Derechos Humanos a «quien/quienes se hayan destacado en la promoción de una memoria histórica sana, y en la protección y defensa de los derechos humanos de quienes habitan en el territorio de Chile». Se entregó por primera vez en 2012 a Viviana Díaz.

## Controversias
Durante abril de 2015,  Carabineros de Chile indicó la disconformidad con el “Informe de derechos humanos para estudiantes” que preparó el INDH, destinado a alumnos de enseñanza básica y media, donde imputa a la policía uniformada prácticas que afectarían el derecho a manifestarse de algunos sectores de la población, indicando que «carabineros ocupaba las detenciones en marchas como un elemento de represión». Debido a esto, algunos parlamentarios pidieron la renuncia de su entonces directora, Lorena Fries.
En agosto de 2015, las municipalidades de Las Condes y Lo Barnechea instalaron globos aerostáticos de vigilancia en dichas comunas, que fueron bien recibidas por los vecinos. Sin embargo, el INDH indicó que estos «constituyen una amenaza real y actual a la privacidad en el hogar». Debido a esto, se acusó al instituto de oportunismo de figuración, ya que las cámaras de vigilancia han sido utilizadas hace más de 7 años en dichas comunas.
En julio de 2019 la Corte de Apelaciones de Iquique acusó al INDH de manipular el ingreso clandestino de a lo menos 20 ciudadanos venezolanos, debido a que funcionarios del organismo cruzaron la frontera hacia Bolivia con el fin de contactar a los migrantes que buscaban ingresar a Chile, facilitándoles el procedimiento que debían seguir, diciéndoles que debían hacerse pasar por asilados y no solicitar el ingreso como turistas para evitar un posible rechazo a su solicitud, ante este hecho la corte desestimó dos recursos de amparo presentados por el INDH en favor de los migrantes venezolanos, al considerar que el organismo utilizó sus facultades de manera irregular para manipular el ingreso de los extranjeros al país, al mismo tiempo la PDI denunció que una camioneta con el logo del INDH ingresó desde Bolivia y eludió un control policial en la zona, alegando posteriormente que traían a un exmilitar desertor de Venezuela, posteriormente se conocería que el militar fue asesorado por el INDH para que solicitara refugio, hecho que fue denegado por la corte al no presentarse personalmente a formalizar la solicitud de refugio. Ante estos hechos las autoridades de Arica solicitaron a la Contraloría General de la República de Chile investigar la actuación del INDH al cruzar la frontera hacia Bolivia y preparar los medios para ingresar migrantes a Chile.
Entre el 8 de julio de 2021 y el 13 de enero de 2022 la sede del Instituto Nacional de Derechos Humanos estuvo tomada por miembros de la Asamblea Coordinara de Estudiantes Secundarios y de la Coordinadora de Trauma Ocular con el propósito de exigir la renuncia de su director Sergio Micco, además de compensaciones monetarias a las posibles víctimas de represión durante el estallido social.

### Denuncias de Sergio Micco
El día 27 de julio de 2022, el ex director del instituto Sergio Micco señaló en una entrevista a Radio Agricultura diversas presiones por parte de algunos sectores radicales, con el propósito declarar que en Chile existían presos políticos y que hubo violaciones sistemáticas a los DD.HH durante el estallido social, a pesar de los informes de otros organismos de DD.HH como Human Rights Watch o la ONU, señalando que no existieron violaciones sistemáticas a los DD.HH durante ese periodo.
En esa misma línea, durante una entrevista al medio T13, Micco señaló que las presiones recibidas fueron originadas principalmente por el Partido Comunista y el Frente Amplio, con el fin de forzar al instituto a cambiar su postura y definiciones para establecer que hubo violaciones sistemáticas a los DD.HH durante el estallido social, interfiriendo en la autonomía de organismo.